# Telipogon ibischii
Telipogon ibischii är en orkidéart som först beskrevs av Roberto Vásquez, och fick sitt nu gällande namn av Norris Hagan Williams och Robert Louis Dressler. Telipogon ibischii ingår i släktet Telipogon och familjen orkidéer.
Artens utbredningsområde är Bolivia. Inga underarter finns listade i Catalogue of Life.